# Kup Krešimir Ćosić 2024./25.
Kup Krešimir Ćosić 2024./25. je 34. izdanje Kupa Krešimir Ćosić. Natjecanje je osvojio KK Split pobjedom nad KK Alkarom s 77:60.

## Sudionici
U natjecanju je sudjelovalo 16 klubova - 12 klubova sudionika Premijer lige i 4 kluba kvalificirana preko regionalnih kupova.
| - Premijer liga - Alkar, Sinj - Cedevita Junior, Zagreb - Cibona, Zagreb - Dinamo, Zagreb - Dubrava, Zagreb - Dubrovnik, Dubrovnik - Kvarner 2010, Rijeka - Split, Split - Šibenka, Šibenik - Vrijednosnice Osijek, Osijek - Zabok, Zabok - Zadar, Zadar | - preko regionalnih kupova - Samobor, Samobor - Škrljevo, Škrljevo, Bakar - Ribola Kaštela, Kaštela - Marsonia, Slavonski Brod |

## Rezultati

### Osmina završnice
Referetni datum odigravanja utakmica je bio 4. prosinca 2025. godine.
| par | datum              | mjesto, dvorana                           | klubovi                               | rez.  | napomene, izvještaj |
| --- | ------------------ | ----------------------------------------- | ------------------------------------- | ----- | ------------------- |
| 1   | 3. prosinca 2024.  | Kostrena, Sportska dvorana Kostrena       | Škrljevo – Alkar                      | 70:85 | [ 4 ]               |
| 2   | 23. prosinca 2024. | Split, Športski centar Gripe              | Split – Šibenka                       | 83:71 | [ 5 ]               |
| 3   | 4. prosinca 2024.  | Dubrovnik, Športska dvorana Gospino polje | Dubrovnik – Zabok                     | 69:84 | [ 6 ]               |
| 4   | 11. prosinca 2024. | Zagreb, Košarkaški centar Dražen Petrović | Cibona – Dubrava                      | 81:72 | [ 7 ]               |
| 5   | 16. prosinca 2024. | Samobor, Sportska dvorana Samobor         | Samobor – Zadar                       | 55:87 | [ 8 ]               |
| 6   | 12. prosinca 2024. | Rijeka, Centar Zamet                      | Kvarner 2010 – Cedevita Junior        | 78:84 | [ 9 ]               |
| 7   | 27. studnoga 2024. | Kaštel Sućurac, Sportska dvorana Sokolana | Ribola Kaštela – Vrijednosnice Osijek | 88:73 | [ 10 ]              |
| 8   | 3. prosinca 2024.  | Slavonski Brod, Športska dvorana Vijuš    | Marsonia – Dinamo Zagreb              | 86:85 | [ 11 ]              |

### Završni turnir
Završni turnir u "Final eight" formatu igran je od 11. do 15. veljače 2025. u Zaboku u Gradskoj sportskoj dvorani Zabok.
| par             | datum             | klub1           | rez.            | klub 2          | napomene, izvještaj |
| četvrtzavršnica | četvrtzavršnica   | četvrtzavršnica | četvrtzavršnica | četvrtzavršnica | četvrtzavršnica     |
| --------------- | ----------------- | --------------- | --------------- | --------------- | ------------------- |
| 1               | 11. veljače 2025. | Cibona          | 90:85           | Marsonia        | [ 13 ]              |
| 2               | 11. veljače 2025. | Zabok           | 85:87           | Cedevita Junior | [ 14 ]              |
| 3               | 12. veljače 2025. | Ribola Kaštela  | 49:77           | Alkar           | [ 15 ]              |
| 4               | 12. veljače 2025. | Split           | 71:70           | Zadar           | [ 16 ]              |
|                 |                   |                 |                 |                 |                     |
| poluzavršnica   |                   |                 |                 |                 |                     |
|                 | 14. veljače 2025. | Alkar           | 72:62           | Cedevita Junior | [ 17 ]              |
|                 | 14. veljače 2025. | Split           | 85:59           | Cibona          | [ 18 ]              |
|                 |                   |                 |                 |                 |                     |
| završnica       |                   |                 |                 |                 |                     |
|                 | 15. veljače 2025. | Alkar           | 60:77           | Split           | [ 19 ]              |